# フォルクスワーゲン・ID.Buzz
ID.Buzz（アイディー バズ）は、フォルクスワーゲン（VW）が販売する電動ミニバン、または貨物用電動ライトバンである。
日本では2025年6月20日に国内初の電動ミニバンとして公式発表された。

## 概要

### 発表から量産まで
2017年の北米国際オートショーにおいて「I.D. BUZZコンセプト」が初公開され、さらに翌年ハノーファーで開催されたIAAトランスポーテーションにおいて商用バーションの「I.D. BUZZ CARGOコンセプト」が初公開された。

ID.BuzzおよびID.Buzzカーゴの量産モデルは2022年3月にハンブルクにおいて発表され、同年5月から欧州で予約販売が開始された。量産は同年6月からハノーファ工場にて開始された。

### 設計
ID.BuzzはID.3などと同じくEV専用プラットフォームを採用する電動ミニバンで、乗用車タイプと商用バンタイプ（カーゴ）の2仕様がラインナップされる。
1950年代のVWの象徴であったT1バンがモチーフになっており、T1をイメージしたショートオーバーハングのスタイルと、V字型のフロントパネルがデザインの特徴である。ホイールベースはT6トランスポーターとほぼ同等であり、これにより充分な車内スペースを確保した。

ID.Buzzのインテリアはラウンジのように親しみやすい雰囲気のデザインとなっている。ラゲッジスペースの容量は1,121Lで、2列目を折りたたむと最大2,205リットルまで増加する。インテリア素材には動物由来の材料を使用せず、革と同等の質感をもつポリウレタン生地や、ペットボトルから再生した繊維などが使われている。

### 先進運転機能
ID.Buzzには、先進運転支援システムとして、他の車両の信号などからリアルタイムに危険を察知するローカル警報システム「Car2X」と、プリクラッシュブレーキシステム「Front Assist」、乗用モデルにはレーンキープアシストシステム「Lane Assist」が標準装備される。また、オプションとして「Travel Assist」と「パークアシストプラス」が用意される。

Travel Assistは全車速追従機能付アダプティブ・クルーズ・コントロール「ACC」やコーナリングアシストなどが統合された同一車線内全車速運転支援システムで、さらに他の車両から提供された匿名データ群を活用することで、標識や地図情報に従って速度や車線を維持したり、車線変更をアシストしたりすることが可能となる。パークアシストプラスはドライバーの駐車操作を記憶し、2回目以降は車両が駐車スペースへ自動駐車する機能である。

### ID.Buzzカーゴ
ID.Buzzの商用バン仕様。後席と後部窓が取り外され、フロントシート後部がパーティションで仕切られたことで、フロントシート後部が完全に荷室となった。ラゲッジ容量は3,900L。フロントシートはダブルベンチ式の3人掛けシートか、2人掛けの独立シートから選択できる。

標準装備として、助手席側にリヤスライドドアが搭載される。また、オプションで運転席側にスライドドアを設置したり、リヤトランクハッチを観音開き式に変更することも可能。

### ロングホイールベース仕様
2023年6月にカリフォルニア州のハンティントンビーチにおいて、ID.Buzzのロングホイールベース仕様（LWB）が初公開された。ロングホイールベース仕様は2024年に北米と欧州で発売が予定されている。

全長が4,962mm、ホイールベースが3,239 mmに延長されたことで、3列目のシートが追加され、乗車定員が最大7人となった。バッテリースペースが増加したことでリチウムイオンバッテリーの容量が85 kWhに増加し、またモータ出力も150 kWから210 kWに強化された。

### GTX
2024年3月には「GTX」が世界初公開された。バリエーションはNHBとLHB、2種類のバッテリ、3種類の乗員定員（5人・6人・7人）が設定される。
「GTX」は電気モーターを後輪に加えて前輪にも備えた四輪駆動システムの「4MOTION」が搭載されており、NHBは1,800kgまで・LHBでも1,600kgまでけん引可能な能力を備える。
外観はフロントバンパーのエアインテークグリルをブラックのハニカムデザインとし、デイタイムランニングライトも組み込まれる。

### 日本仕様車
2025年6月20日に日本仕様車が公式発表され、同日より注文受付を開始。同年7月下旬より出荷が開始される。前述したように、日本国内初の電動ミニバンとして発売される。
日本仕様車はノーマルホイールベースモデルの「Pro」とロングホイールベースモデルの「Pro Long Wheelbase」の2種類が設定される。
「Pro」・「Pro Long Wheelbase」共に3列シート仕様となり、「Pro Long Wheelbase」は欧州仕様車と同じ7人乗りだが、「Pro」は2列目シートをウォークスルー可能なセパレートシートとした6人乗りとなる。リチウムイオンバッテリー容量が「Pro」は84 kWh、「Pro Long Wheelbase」は91 kWhと欧州仕様車よりもさらに増加されており、モータ出力は全車210 kWとなる。
安全装備については「Front Assist」（歩行者&サイクリスト検知対応）・「Lane Assist」・「ACC」に加え、レーンチェンジアシストシステム「Side Assist Plus」、緊急時停車支援システム「Emergency Assist」、リアビューカメラ「Rear Assist」、アラウンドビューカメラ「Area View」、パークディスタンスコントロール、eサウンド（車両接近通報装置）が備わるほか、「Travel Assist」も標準装備となる。
ボディカラーはモノトーン3色（キャンディホワイト・モノシルバーメタリック・ディープブラックパールエフェクト）、キャンディホワイトと組み合わせた2トーンカラー（メーカーオプション）3色（ライムイエローメタリック・スターライトブルーメタリック・ベイリーフグリーンメタリック）の計6色展開で、ボディカラーごとに設定が異なる4種類のインテリアカラーが用意される。

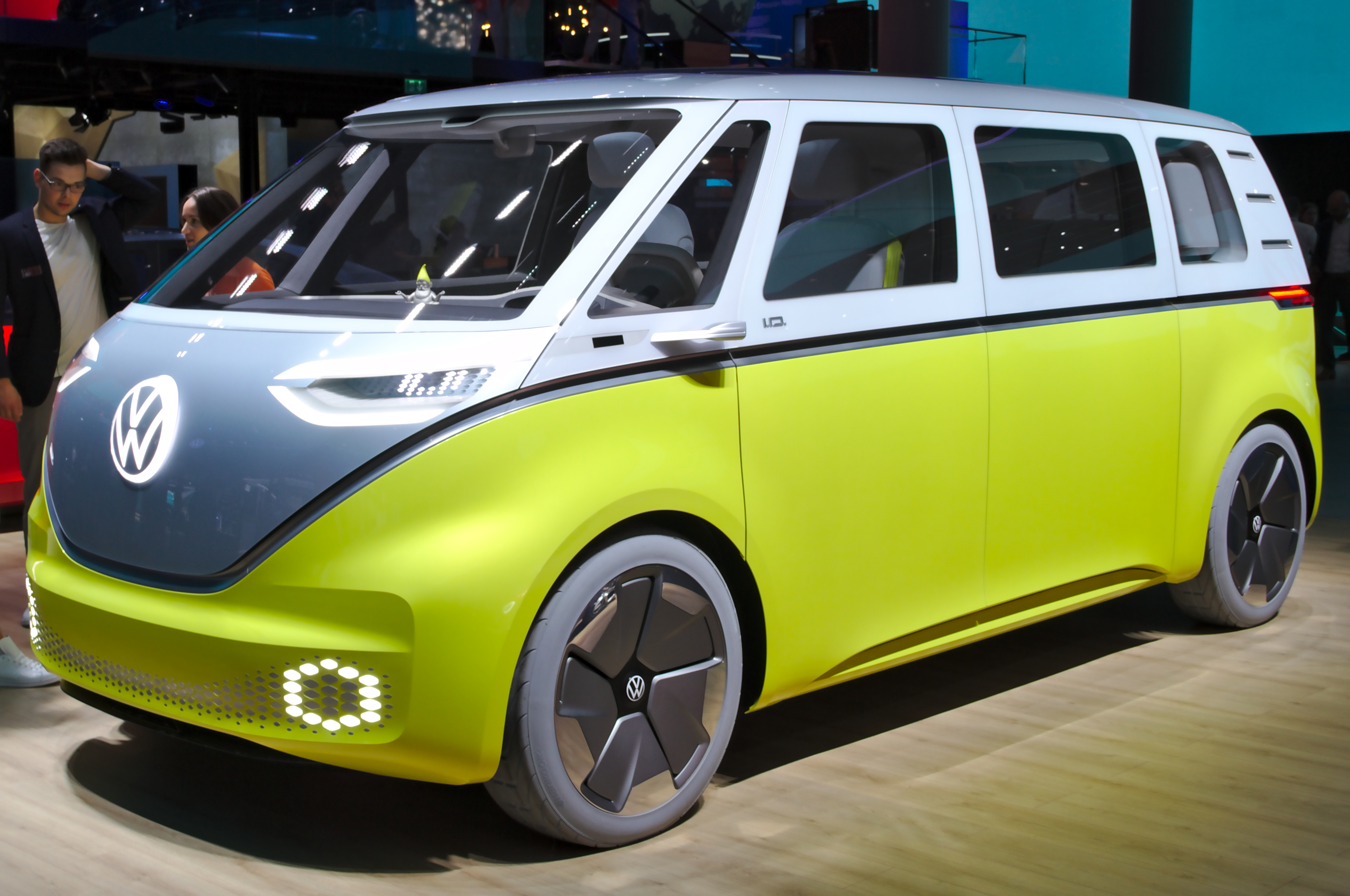
ID.Buzz コンセプト
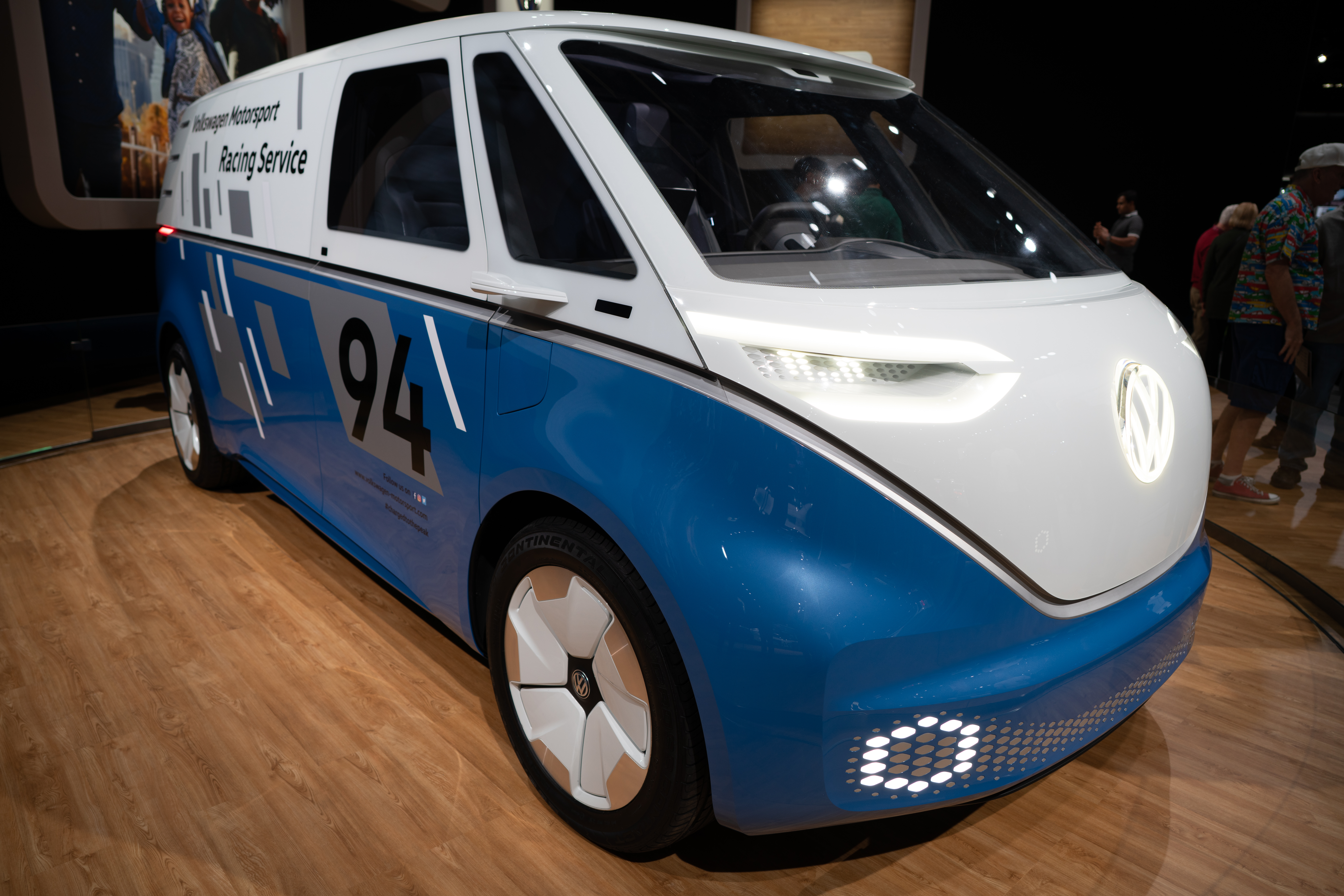
ID.Buzz CARGOコンセプト
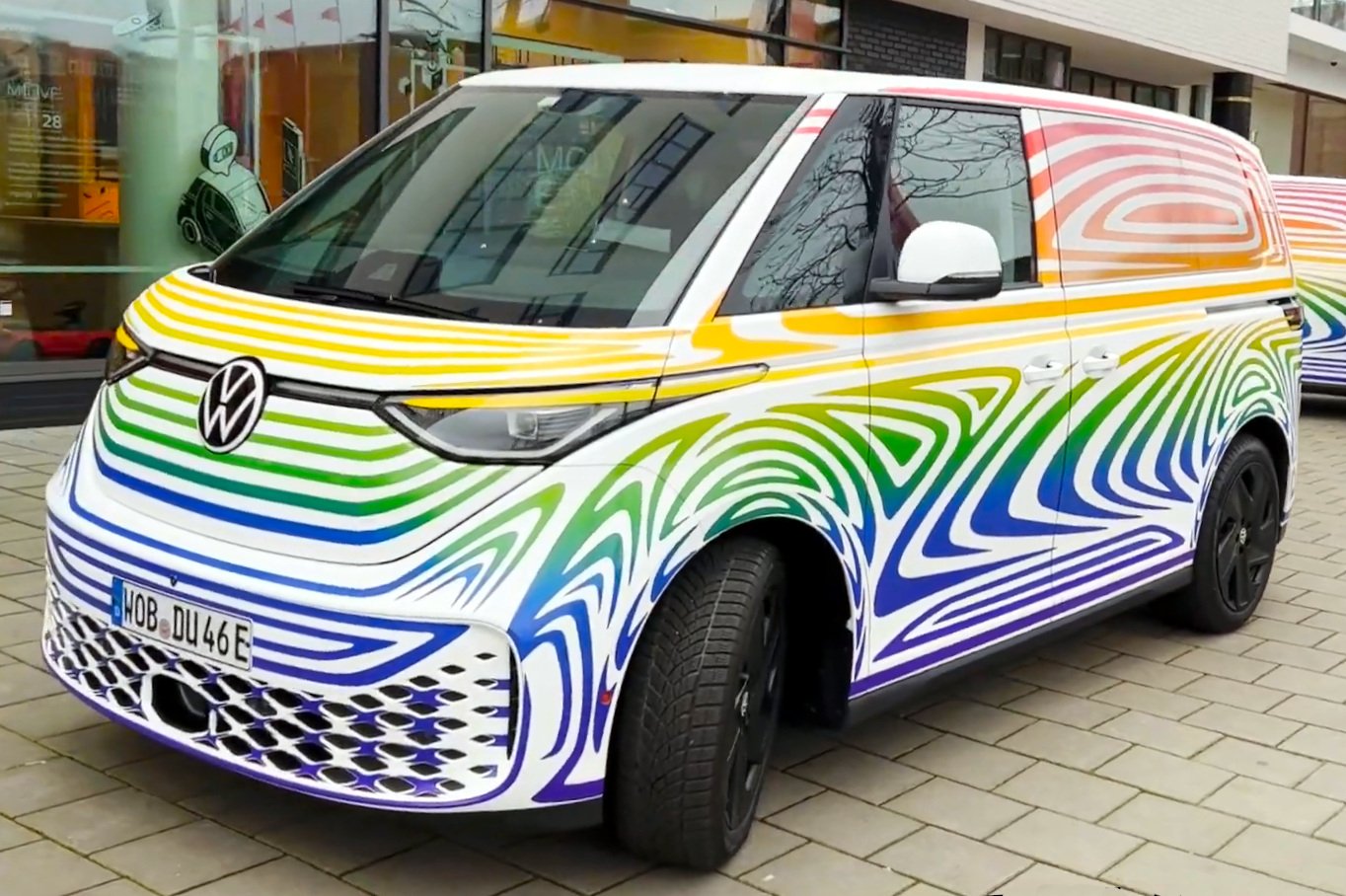
ID.Buzz プロトタイプ
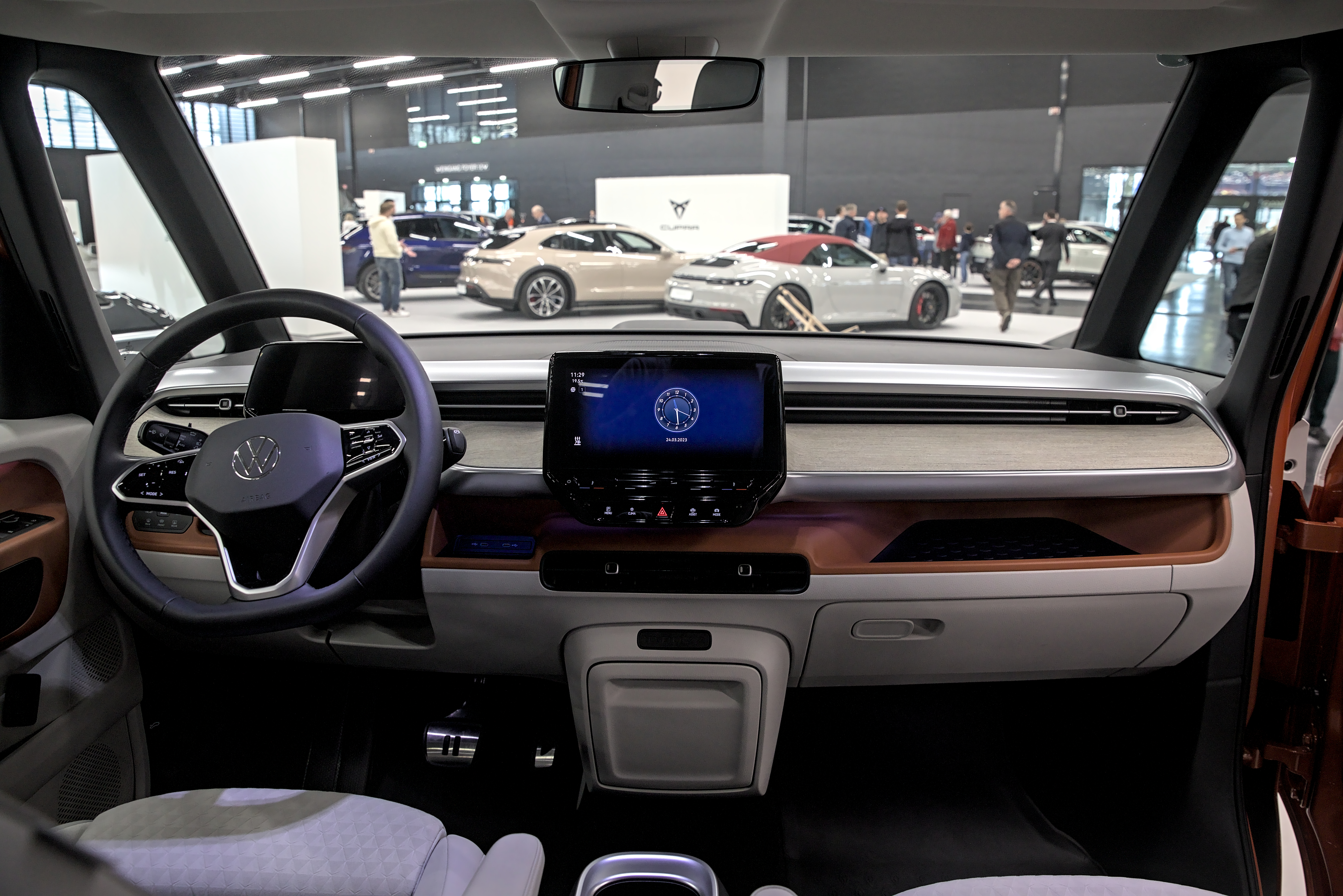
インテリア

## 動力
動力のラインナップは以下の通り。ID.Buzzにはリヤに1基の同期モーターが搭載され、後輪を駆動する。
日本仕様車
| モデル             | 駆動方式 | 最高出力         | 最大トルク | バッテリー容量 | 一充電走行距離(WLTC) |
| ------------------ | -------- | ---------------- | ---------- | -------------- | -------------------- |
| Pro                | RWD      | 210 kW（286 PS） | 560 Nm     | 84 kWh         | 524 km               |
| Pro Long Wheelbase | RWD      | 210 kW（286 PS） | 560 Nm     | 91 kWh         | 554 km               |

欧州仕様車
| モデル     | 駆動方式 | 最高出力         | 最大トルク | バッテリー容量 | WTLP航続距離 |
| ---------- | -------- | ---------------- | ---------- | -------------- | ------------ |
| 標準モデル | RWD      | 150 kW（204 PS） | 310 Nm     | 82 kWh         | 398～422 km  |
| カーゴ     | RWD      | 150 kW（204 PS） | 310 Nm     | 82 kWh         | 387～427 km  |
| LWB        | RWD      | 210 kW（286 PS） | 550 Nm     | 85 kWh         | Max 474 km   |